# ويليام تشيشولم ماكدونالد
ويليام تشيشولم ماكدونالد هو محامي وسياسي كندي، ولد في 6 مايو 1890 في Pictou County ‏ في كندا، وتوفي في 19 نوفمبر 1946 في History of Halifax, Nova Scotia ‏ في كندا. نشط حزبياً في الحزب الليبرالي الكندي. وقد انتخب عضو مجلس العموم الكندي عن دائرة هاليفاكس ‏ (26 مارس 1940 – 19 نوفمبر 1946).